# Monninniemi
Monninniemi är en halvö i Finland.   Den ligger i den ekonomiska regionen  Jämsä  och landskapet Mellersta Finland, i den södra delen av landet, 200 km norr om huvudstaden Helsingfors. Monninniemi ligger vid sjön Kuorevesi.